# Marbehan
Marbehan är en ort i Belgien. Den ligger i provinsen Luxemburg och regionen Vallonien, i den sydöstra delen av landet, 150 km sydost om huvudstaden Bryssel. Marbehan ligger 354 meter över havet Antalet invånare är 1 061.
Tätorten tillhör Habays kommun. 

## Samhälle
Samhället ligger vid en järnvägsknutpunkt på linjen mellan Bryssel och Luxemburg samt den nedlagda järnvägslinjen Marbehan-Virton. Den tidigare jordbruksorten utvecklades till en fabriks- och transporthub under andra halvan 1800-talet. 
Upp till 500 arbetare pendlade då från närliggande orter för att arbeta med järnvägen eller den träkols- och kreosotfabrik som anlades för att tillverka slipers och bränsle till järnvägsutbyggnaden.
Namnet Marbehan har anor från det keltiska språket och betyder "våtmarken i bäckens meandern".
Nuförtiden är orten en mindre serviceort med många som pendlar till Luxemburg. Det finns två skolor (F-6), två livsmedelsaffär, en läkare och några frisör och friteries i byn samt en camping.
Den lokala fotbollsföreningen RUSM spelar i den lägsta division för lokal fotboll (P3) medan judo, tennis och fiske är andra aktiviteter i byn.

## Transport
Byn har direkt IC-tågförbindelse med både Bryssel och Luxemburg. Normalt går ett tåg i timme mot varje stad.
Marbehans station (namngiven efter grammatikern Maurice Grévisse) är en mindre hub för det lokala kollektivtrafikföretag TEC med bussförbindningar till Habay och Arlon, Neufchateau och Virton. Den är obemannad sedan 2022, biljettköp är möjligt via SNCB:s biljettautomat.
Motorvägen E411 ligger 2 km öst om orten och nås via Rulles.